# Wydział Medycyny Weterynaryjnej Uniwersytetu Przyrodniczego we Wrocławiu
Wydział Medycyny Weterynaryjnej Uniwersytetu Przyrodniczego we Wrocławiu (WMW UP we Wrocławiu) – jeden z 5 wydziałów Uniwersytetu Przyrodniczego we Wrocławiu powstały 1 listopada 1945 roku na mocy uchwały Senatu Uniwersytetu i Politechniki we Wrocławiu. Kształci studentów na kierunku weterynaria, na studiach stacjonarnych oraz niestacjonarnych.
Wydział Medycyny Weterynaryjnej jest jednostką monodyscyplinarną. W jego ramach znajduje się 10 katedr oraz pracownia komputerowa. Aktualnie zatrudnionych jest ponad stu nauczycieli akademickich, w tym 18 profesorów, 13 doktorów habilitowanych i 51 doktorów. Wydział współpracuje również z emerytowanymi profesorami, których autorytet wspiera zarówno proces dydaktyczny, jak i przede wszystkim wymianę międzynarodową.
Według stanu na 2012 rok na wydziale studiuje łącznie 1297 studentów, w tym na studiach dziennych i na studiach zaocznych oraz kilkunastu doktorantów, odbywających studia doktoranckie w ramach Wydziałowego Studium Doktoranckiego. Wydział prowadzi również studia na kierunku weterynaria w języku angielskim (ED – english division).

## Historia

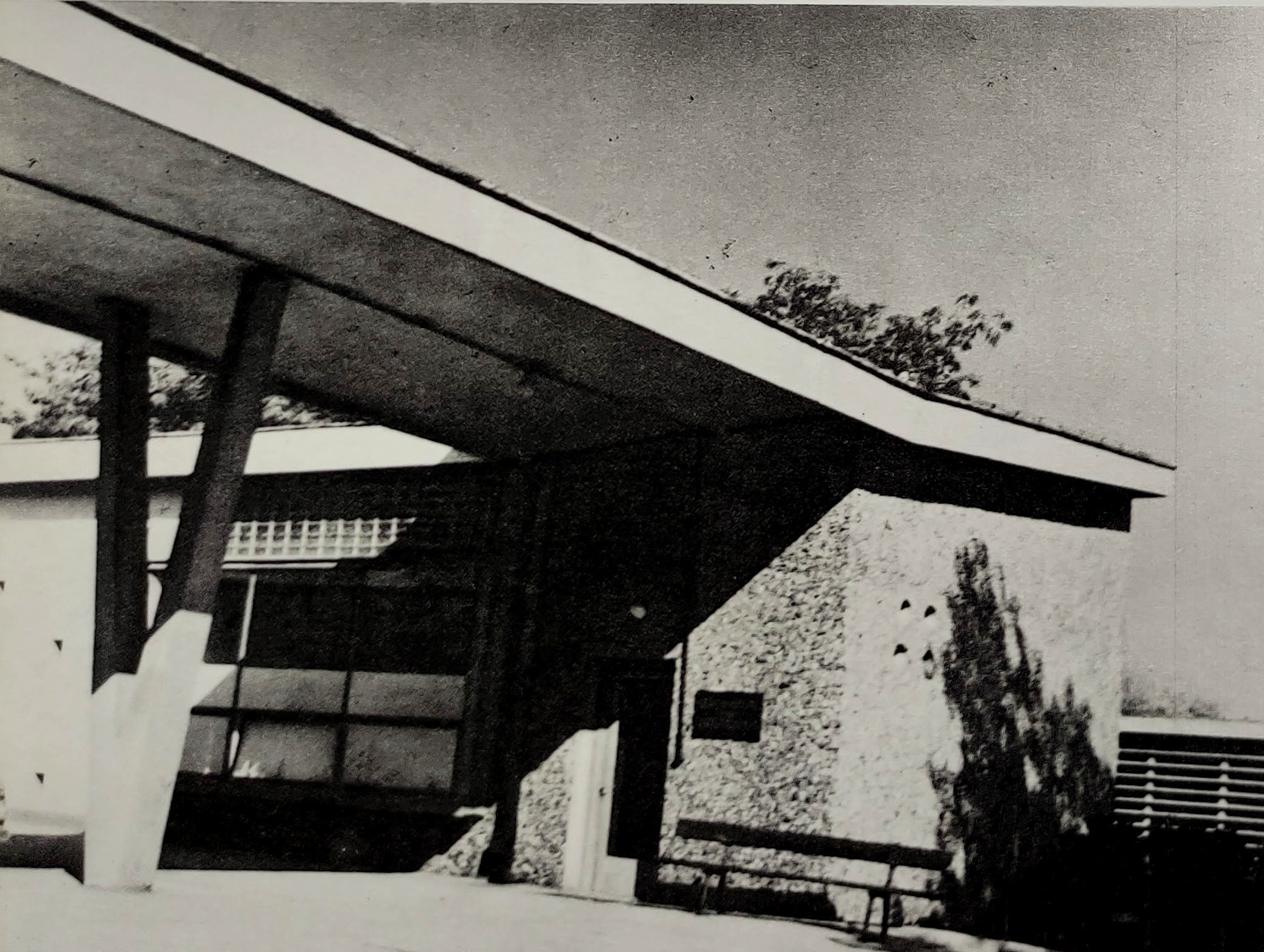
Nowoczesne pawilony Akademii Rolniczej przy pl. Grunwaldzkim we Wrocławiu proj. Krystyny i Mariana Barskich.

Wydział Medycyny Weterynaryjnej Uniwersytetu Przyrodniczego we Wrocławiu jest kontynuatorem oraz spadkobiercą dorobku i tradycji lwowskiej uczelni weterynaryjnej z lat 1881–1939. Formalnie rozpoczął swą działalność w dniu 1 listopada 1945 roku jako najliczniejszy wówczas fakultet polskiego już Uniwersytetu i Politechniki we Wrocławiu. Dziś jest liczącym się w kraju i świecie wydziałem o bogatej infrastrukturze oraz znaczącym dorobku naukowym i dydaktycznym. Jest jedynym wydziałem medycyny weterynaryjnej w Polsce, który otrzymał wyróżniającą ocenę Państwowej Komisji Akredytacyjnej.

## Władze (2020–2024)
Dziekan: dr hab. Stanisław Dzimira, prof. uczelni
Prodziekan ds. studenckich: dr hab. Bożena Króliczewska, prof. uczelni
Prodziekan ds. klinicznych: prof. dr hab. Artur Niedźwiedź
Prodziekan ds. współpracy z zagranicą i studiów anglojęzycznych: dr Katarzyna Kosek-Paszkowska, prof. uczelni

## Poczet dziekanów
1. 1945–1947: prof. dr hab. Zygmunt Markowski – lekarz weterynarii (choroby wewnętrzne oraz epizootiologia)
2. 1947–1948: prof. dr hab. Gustaw Poluszyński – lekarz weterynarii
3. 1948–1950: prof. dr hab. Antoni Bant – lekarz weterynarii (anatomia topograficzna zwierząt domowych)
4. 1950–1952: prof. dr hab. Aleksander Zakrzewski – lekarz weterynarii (anatomia patologiczna i weterynaria Sądowa)
5. 1952–1953: prof. dr hab. Antoni Bant – lekarz weterynarii (anatomia topograficzna zwierząt domowych)
6. 1953–1956: prof. dr hab. Tadeusz Sobiech – lekarz weterynarii (choroby zakaźne bydła)
7. 1956–1958: prof. dr hab. Antoni Bant – lekarz weterynarii (anatomia topograficzna zwierząt domowych)
8. 1958–1960: prof. dr hab. Lesław Ogielski – lekarz weterynarii (badania środków spożywczych)
9. 1960–1962: prof. dr hab. Tadeusz Sobiech – lekarz weterynarii (choroby zakaźne bydła)
10. 1962–1964: prof. dr hab. Bronisław Gancarz – lekarz weterynarii (choroby wewnętrzne psów)
11. 1964–1965: doc. dr hab. Ryszard Badura – lekarz weterynarii (zastosowanie bioceramiki w chirurgii)
12. 1965–1966: prof. dr hab. Lesław Ogielski – lekarz weterynarii (badania środków spożywczych)
13. 1966–1969: doc. dr hab. Stanisław Karpiak – biolog (biochemia porównawcza zwierząt)
14. 1969–1972: doc. dr hab. Lech Wartenberg – lekarz weterynarii (chemia i analityka żywności)
15. 1972–1975: prof. dr hab. Henryk Balbierz – lekarz weterynarii (immunologia)
16. 1975–1981: prof. dr hab. Czesław Kaszubkiewicz – lekarz weterynarii (anatomia patologiczna)
17. 1981–1982: prof. dr hab. Jan Zwierzchowski – lekarz weterynarii (choroby zwierząt futerkowych)
18. 1982–1987: doc. dr hab. Tadeusz Martynowicz – biolog (parazytologia)
19. 1987–1990: prof. dr hab. Eryk Adamczyk -lekarz weterynarii, mgr prawa (higiena surowców zwierzęcych)
20. 1990–1993: prof. dr hab. Leszek Grzywiński -lekarz weterynarii (parazytologia)
21. 1993–1996: prof. dr hab. Witold Golnik – lekarz weterynarii (wirusologia)
22. 1996–2002: prof. dr hab. Józef Nicpoń – lekarz weterynarii (choroby wewnętrzne zwierząt)
23. 2002–2008: prof. dr hab. Bożena Obmińska-Mrukowicz – lekarz weterynarii (farmakologia weterynaryjna)
24. 2008–2012: prof. dr hab. Jan Twardoń – lekarz weterynarii (rozród)
25. 2012–2020: prof. dr hab. Krzysztof Kubiak – lekarz weterynarii (choroby psów i kotów)
26. od 2020: dr hab. Stanisław Dzimira, prof. uczelni – lekarz weterynarii (patologia)

## Kierunki kształcenia
Wydział Medycyny Weterynaryjnej Uniwersytetu Przyrodniczego we Wrocławiu prowadzi jednolite studia magisterskie trwające 5,5 roku na kierunku weterynaria w systemie stacjonarnym (bezpłatne) oraz niestacjonarnym (płatne) Do wyboru są następujące specjalizacje:
- chirurgia weterynaryjna
- choroby koni
- choroby psów i kotów
- rozród zwierząt
- choroby drobiu oraz ptaków ozdobnych
- epizootiologia i administracja weterynaryjna
- higiena zwierząt rzeźnych i produktów pochodzenia zwierzęcego
- radiologia weterynaryjna

Ponadto Wydział oferuje następujące studia podyplomowe w zakresie:
- dobrej praktyki produkcyjnej i higienicznej oraz audytowanie systemów jakości zdrowotnej żywności

Studia doktoranckie (trzeciego stopnia) w zakresie nauk weterynaryjnych.
Wydział ma uprawnienia do nadawania następujących stopni naukowych:
- doktora w zakresie nauk weterynaryjnych
- doktora habilitowanego w zakresie nauk weterynaryjnych

## Struktura organizacyjna

### Katedra Biostruktury i Fizjologii Zwierząt
Kierownik: prof. dr hab. Wojciech Zawadzki
Katedra Biostruktury i Fizjologii Zwierząt UP we Wrocławiu dzieli się na 3 zakłady:
- Zakład Fizjologii Zwierząt
  - Kierownik: dr hab. Albert Czerski, prof. uczelni
- Zakład Anatomii Zwierząt
  - Kierownik: prof. dr hab. Maciej Janeczek
- Zakład Histologii i Embriologii
  - Kierownik: dr hab. Piotr Kuropka, prof. uczelni
- Pracownia Fizjologii Klinicznej
  - Kierownik: dr Jolanta Bujok
- Pracownia Archeozoologii i Muzeum Wzorcowego
  - Kierownik: dr Edyta Pasicka

### Katedra Biochemii, Farmakologii i Toksykologii
Kierownik: prof. dr hab. Arkadiusz Miążek
Katedra Biochemii, Farmakologii i Toksykologii UP we Wrocławiu dzieli się na 2 zakłady:
- Zakład Biochemii
  - Kierownik: prof. dr hab. Maciej Ugorski
- Zakład Farmakologii i Toksykologii
  - Kierownik: prof. dr hab. Bożena Obmińska-Mrukowicz

### Katedra Immunologii, Patofizjologii i Prewencji Weterynaryjnej
Kierownik: prof. dr hab. Wojciech Nowacki
Katedra Immunologii, Patofizjologii i Prewencji Weterynaryjnej UP we Wrocławiu dzieli się na 2 zakłady:
- Zakład Patofizjologii
  - Kierownik: prof. dr hab. Stanisław Graczyk
- Zakład Immunologii i Prewencji Weterynaryjnej
  - Kierownik: prof. dr hab. Wojciech Nowacki

### Katedra Patologii
Kierownik: prof. dr hab. Janusz Madej
Katedra Patologii UP we Wrocławiu dzieli się na 2 zakłady i 1 pracownie naukową:
- Zakład Patomorfologii i Weterynarii Sądowej
  - Kierownik: prof. dr hab. Janusz Madej
- Zakład Mikrobiologii
  - Kierownik: prof. dr hab. Zdzisław Staroniewicz
- Pracownia Ekologii i Chorób Zwierzyny Łownej
  - Kierownik: prof. dr. hab Marek Houszka

### Katedra Chorób Wewnętrznych z Kliniką Koni, Psów i Kotów
Kierownik: dr hab. Jarosław Popiel, prof. uczelni
Katedra Chorób Wewnętrznych z Kliniką Koni, Psów i Kotów UP we Wrocławiu dzieli się na 3 zakłady, 1 pracownie naukową, poliklinikę, laboratorium i przychodnię:
- Zakład Diagnostyki Klinicznej i Laboratoryjnej
  - Kierownik: dr hab. Marcin Jankowski, prof. uczelni
- Zakład Chorób Psów i Kotów
  - Kierownik: dr hab. Krzysztof Kubiak, prof. UPW
- Zakład Medycyny Translacyjnej
  - Kierownik: prof. dr hab. Agnieszka Noszczyk-Nowak
- Zakład Parazytologii i Chorób Inwazyjnych
  - Kierownik: dr hab. Jolanta Piekarska, prof. uczelni
- Poliklinika Weterynaryjna
  - Kierownik: dr hab. Ryszard Mordak, prof. uczelni
- Laboratorium Diagnostyczne
  - Kierownik: mgr Maria Skonieczna
- Przychodnia Weterynaryjna
  - Specjalista kierujący zespołem: dr Wojciech Hildebrand

### Katedra Epizootiologii z Kliniką Ptaków i Zwierząt Egzotycznych
Kierownik: dr hab. Paweł Chorbiński, prof. UPW (p.o. kierownika)
Katedra Epizootiologii z Kliniką Ptaków i Zwierząt Egzotycznych UP we Wrocławiu dzieli się na 2 zakłady, 3 pracownie naukowe, laboratorium i przychodnię:
- Zakład Chorób Zakaźnych Zwierząt i Administracji Weterynaryjnej
  - Kierownik: dr hab. Krzysztof Rypuła
- Zakład Chorób Ptaków
  - Kierownik: prof. dr hab. Alina Wieliczko
- Pracownia Chorób Owadów Użytkowych
  - Kierownik: dr hab. Paweł Chorbiński, prof. UPW
- Pracownia Chorób Ryb
  - Kierownik: dr Wiktor Niemczuk
- Weterynaryjne Laboratorium Diagnostyczne „Epi-Vet”
  - Kierownik: brak
- Pracownia Zwierząt Futerkowych i Egzotycznych
  - Kierownik: brak
- Przychodnia weterynaryjna
  - Kierownik: dr Michał Bednarski

### Katedra Rozrodu z Kliniką Zwierząt Gospodarskich
Kierownik: dr hab. Wojciech Niżański, prof. UPW

### Katedra i Klinika Chirurgii
Kierownik: dr hab. Zdzisław Kiełbowicz, prof. UPW

### Katedra Higieny Żywności i Ochrony Zdrowia Konsumenta
Kierownik: prof. dr hab. Jacek Bania
Katedra Higieny Żywności i Ochrony Zdrowia Konsumenta UP we Wrocławiu dzieli się na 2 zakłady:
- Zakład Higieny Surowców Zwierzęcych
  - Kierownik: prof. dr hab. Jacek Bania
- Zakład Mikrobiologii Żywności i Higieny Przetwórstwa
  - Kierownik: prof. dr hab. Jarosław Bystroń

## Galeria

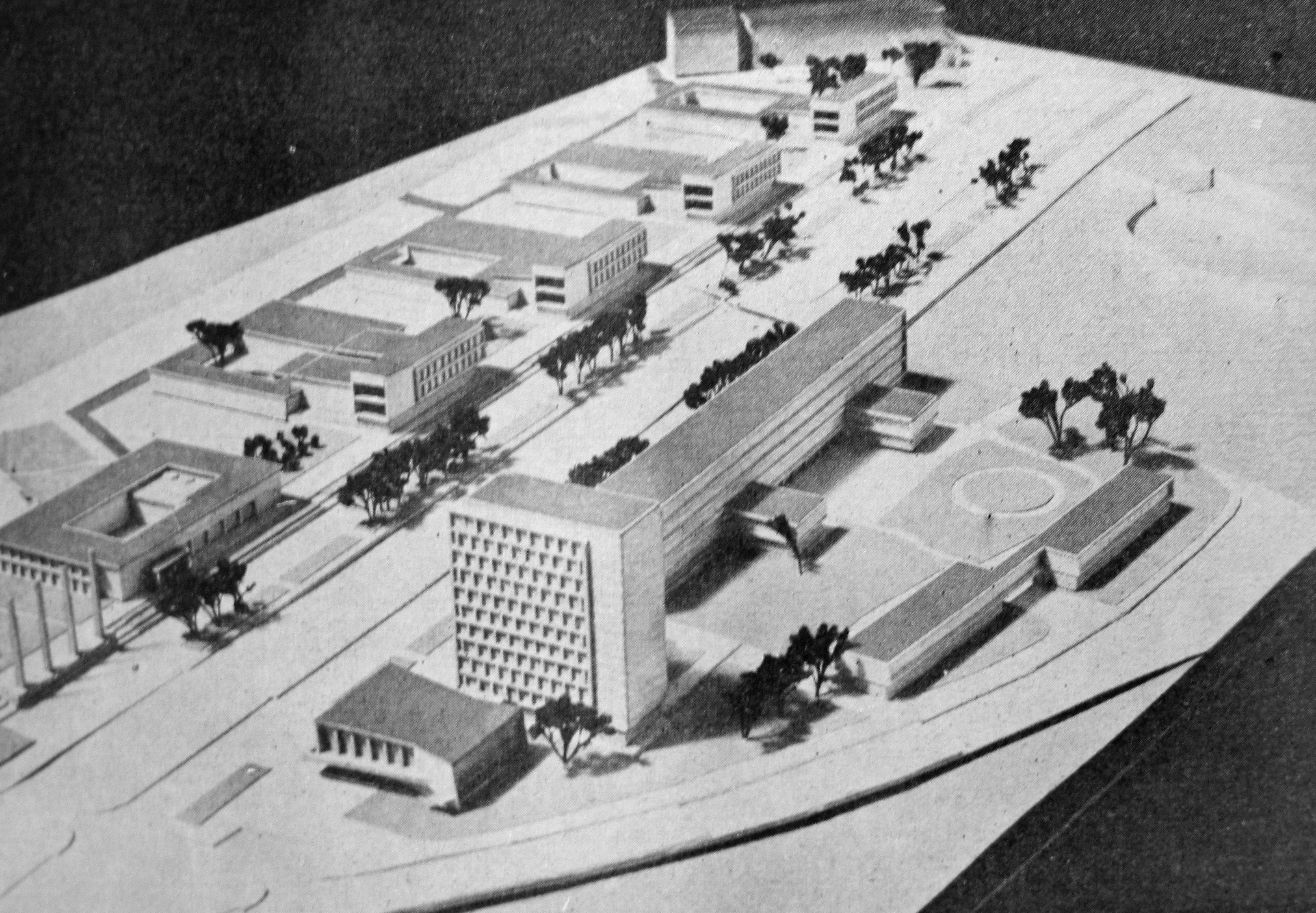
Model kampusu Wyższej Szkoły Rolniczej, proj. Krystyna i Marian Barscy
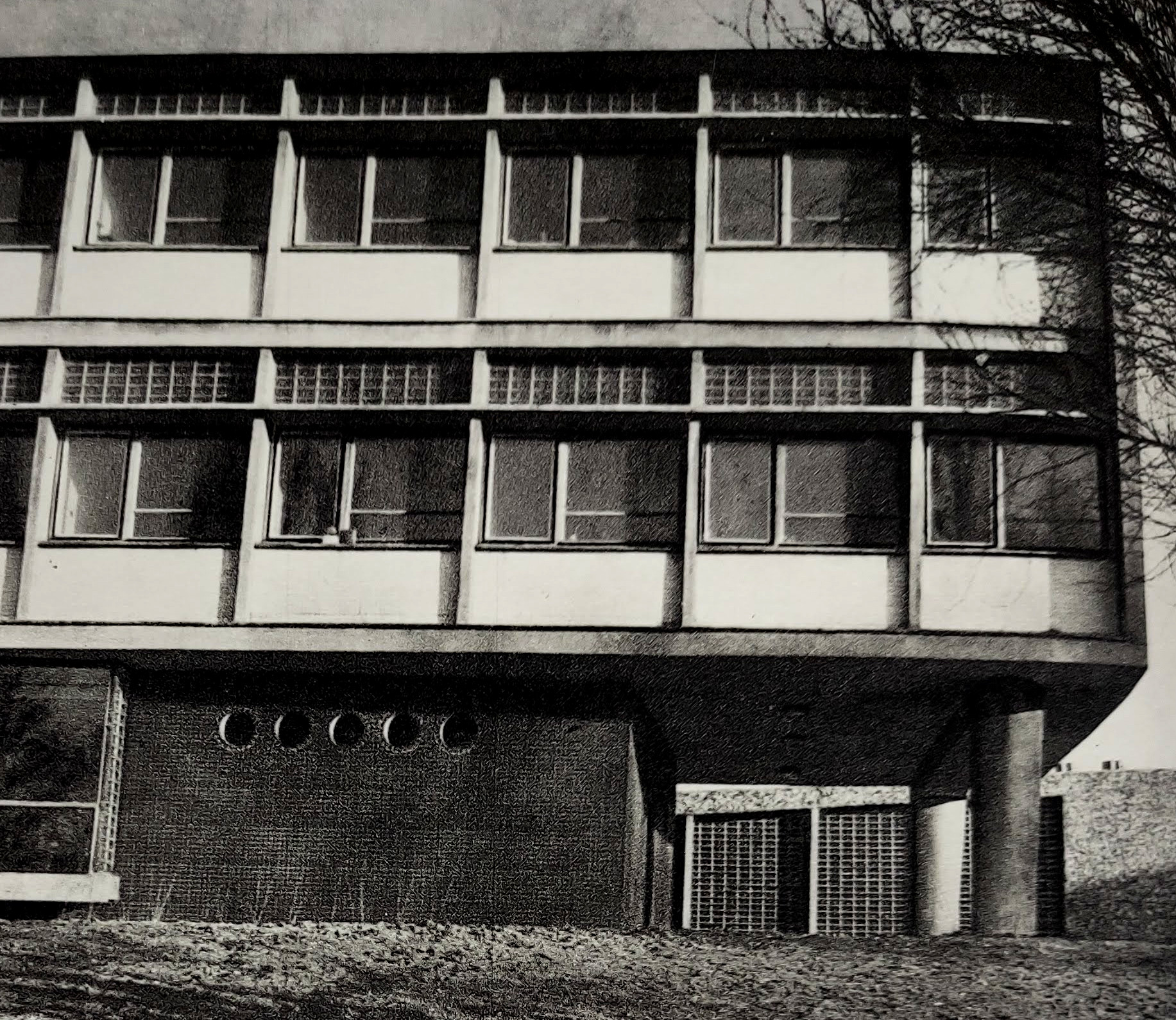
Fasada jednego z pawilonów przy pl. Grunwaldzkim
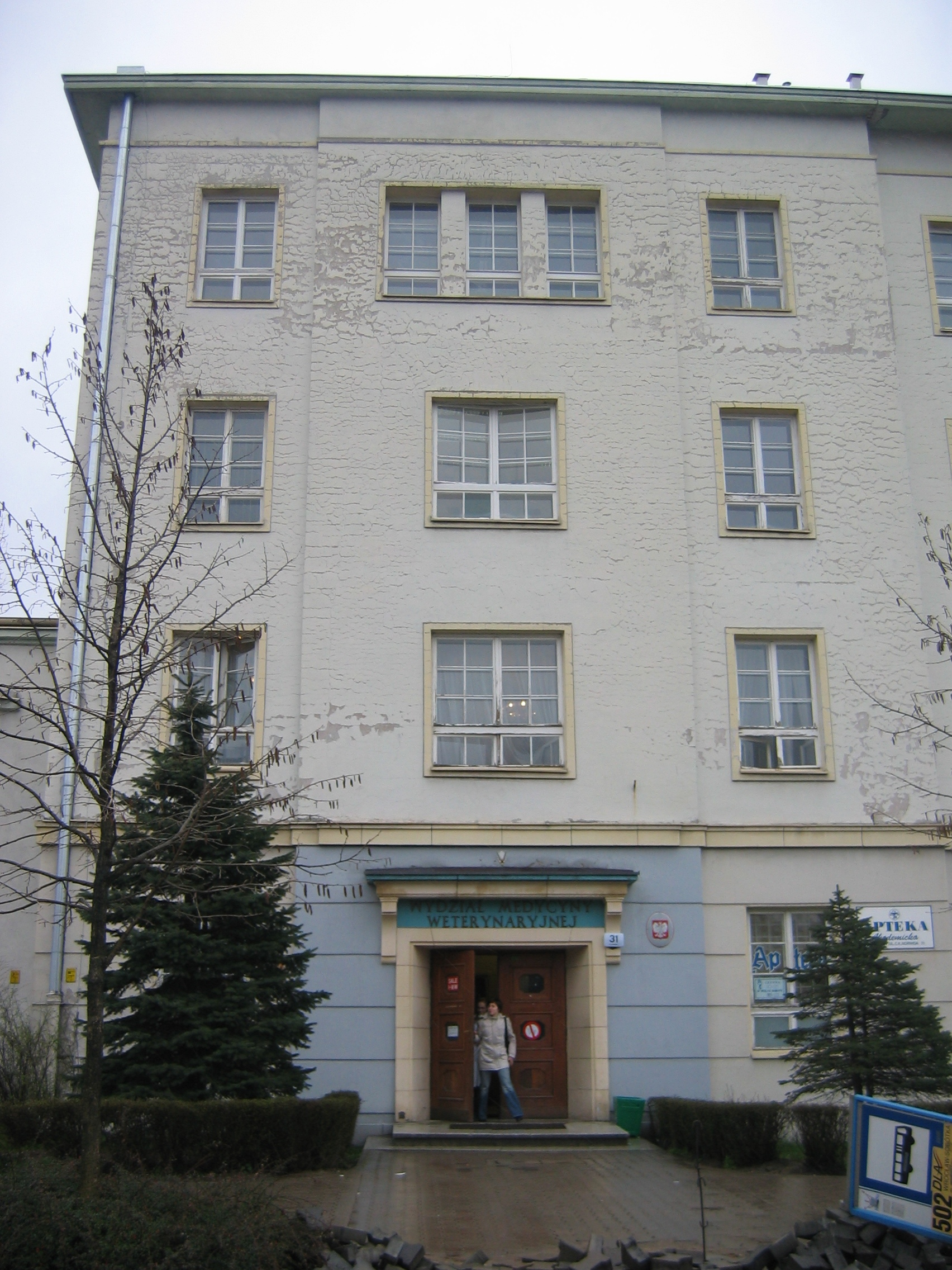
Dziekanat Wydziału Medycyny Weterynaryjnej